# Friedhof Bredeney

Hauptportal und Friedhofskapelle kurz nach 1912

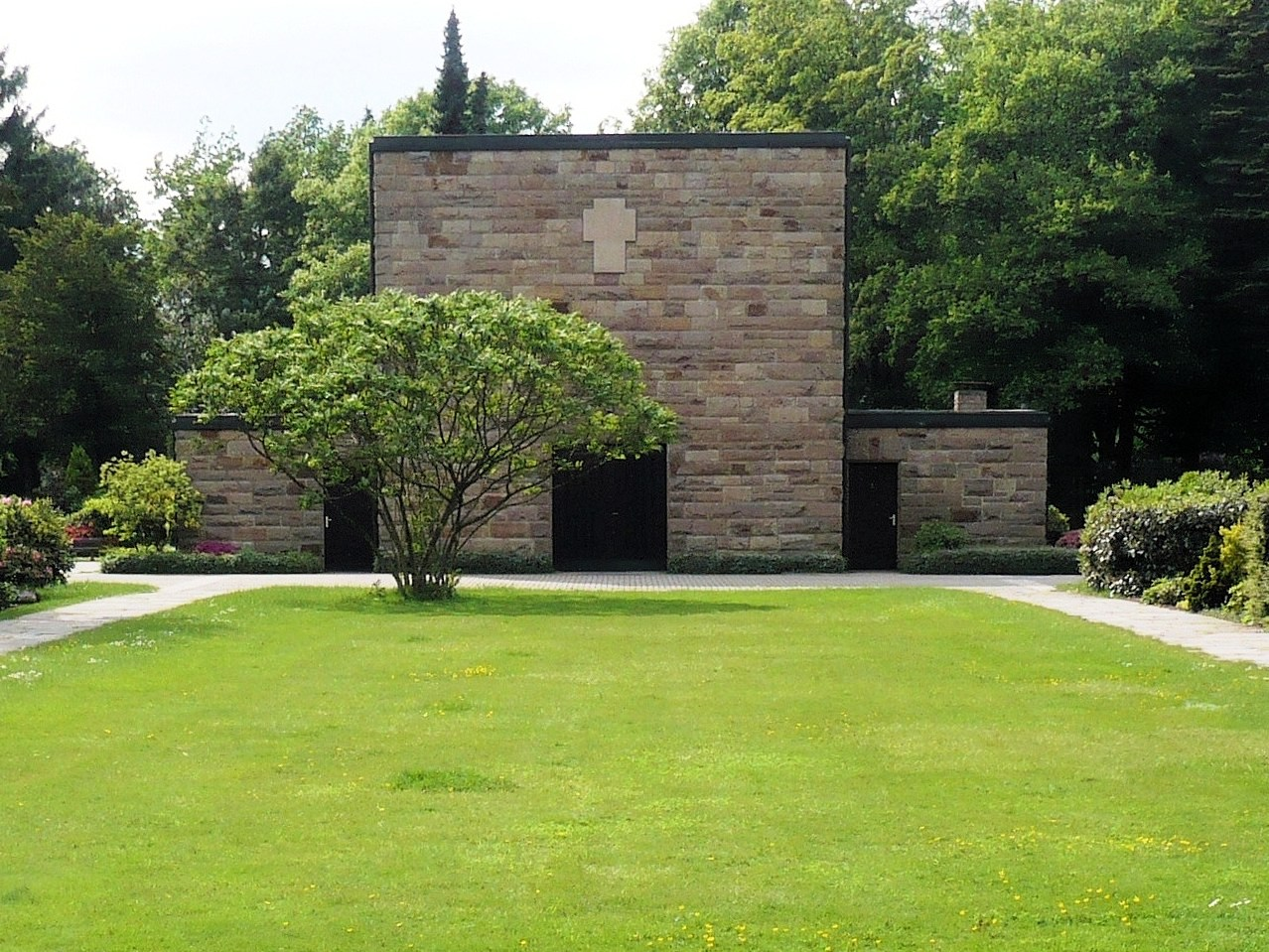
Friedhofskapelle

Der städtische Friedhof Bredeney an der Westerwaldstraße beherbergt geschichtsträchtige Ruhestätten im südlichen Essener Stadtteil Bredeney. Das 7,07 Hektar große Areal bietet heute Platz für 5475 Grabstätten. Zudem befinden sich hier die Grabmale der Industriellenfamilie Krupp.

## Geschichte

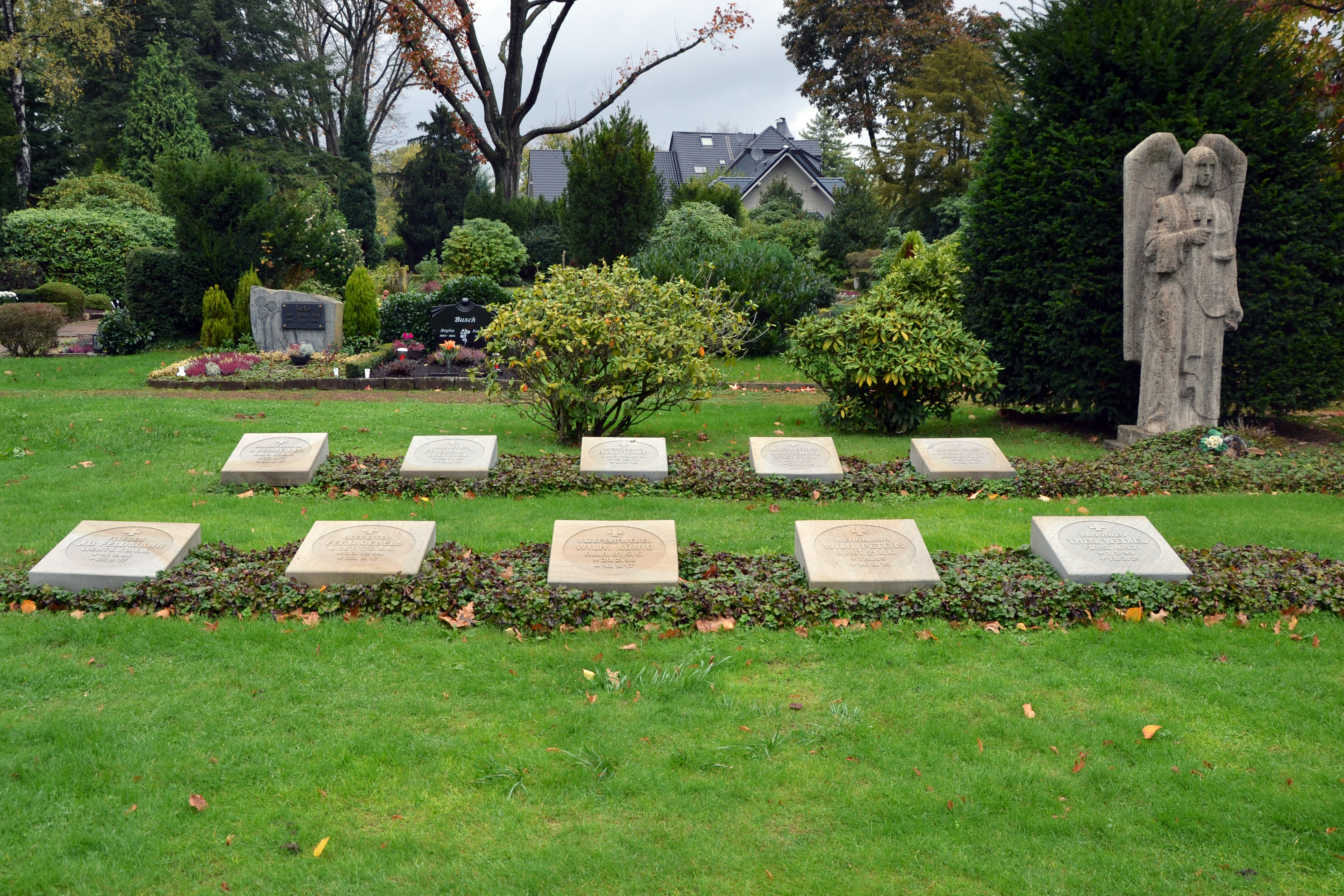
Kriegsgräber, Erster Weltkrieg

1909 wurde der komplett von einer Friedhofsmauer umgebene Friedhof in der seit 1902 selbständigen Bürgermeisterei Bredeney eröffnet. Zuvor, seit 1875, bestand die Gemeinde Zweihonnschaften aus den Ortschaften Bredeney und Schuir. 1915 wurde die Bürgermeisterei Bredeney ein Stadtteil von Essen. Die ursprüngliche Friedhofskapelle mit Turm wurde im Zweiten Weltkrieg zerstört, ebenso das einstige Eingangsportal zum Friedhof. Die heutige Friedhofskapelle stammt aus dem Jahr 1952. In den Jahren 1961 bis 1964 wurde der Friedhof auf seine heutige Fläche erweitert und die südliche Mauer damit niedergelegt.
Auf dem Friedhof Bredeney liegen zehn deutsche Kriegsopfer aus dem Ersten Weltkrieg.

## Grabstätten

### Familienfriedhof Krupp
Die Gräber der Familie Krupp, die sich heute in einem abgegrenzten Bereich – quasi einem Privatfriedhof – befinden, befanden sich zuvor ab 1910 auf dem ehemaligen Kruppschen Friedhof auf dem Friedhof am Kettwiger Tor, südlich des Essener Hauptbahnhofs an der Freiheit. Dieser Friedhofsteil war meist verschlossen und dem städtischen Friedhof angegliedert. Wegen der Erweiterung des Bahnhofsvorplatzes musste 1910 der Friedhofsteil an der damaligen Hohenburgstraße weichen, von dem aus die 1850 verstorbene Therese Krupp, die Witwe des Firmengründers Friedrich Krupp, an die Freiheit umgebettet werden musste. Friedrich Krupp selbst wurde im Oktober 1826 auf dem ehemaligen Evangelischen Friedhof zwischen der I. und II. Weberstraße beigesetzt, der einer neuen Bauplanung weichen musste. Auf einem Teil des alten Friedhofs befindet sich der heutige Weberplatz. Friedrich Krupps Großvater, der Kaufmann Friedrich Jodocus Krupp (1706–1757) war in der damaligen, spätgotischen St.-Gertrudis-Kirche, der heutigen Essener Marktkirche bestattet.

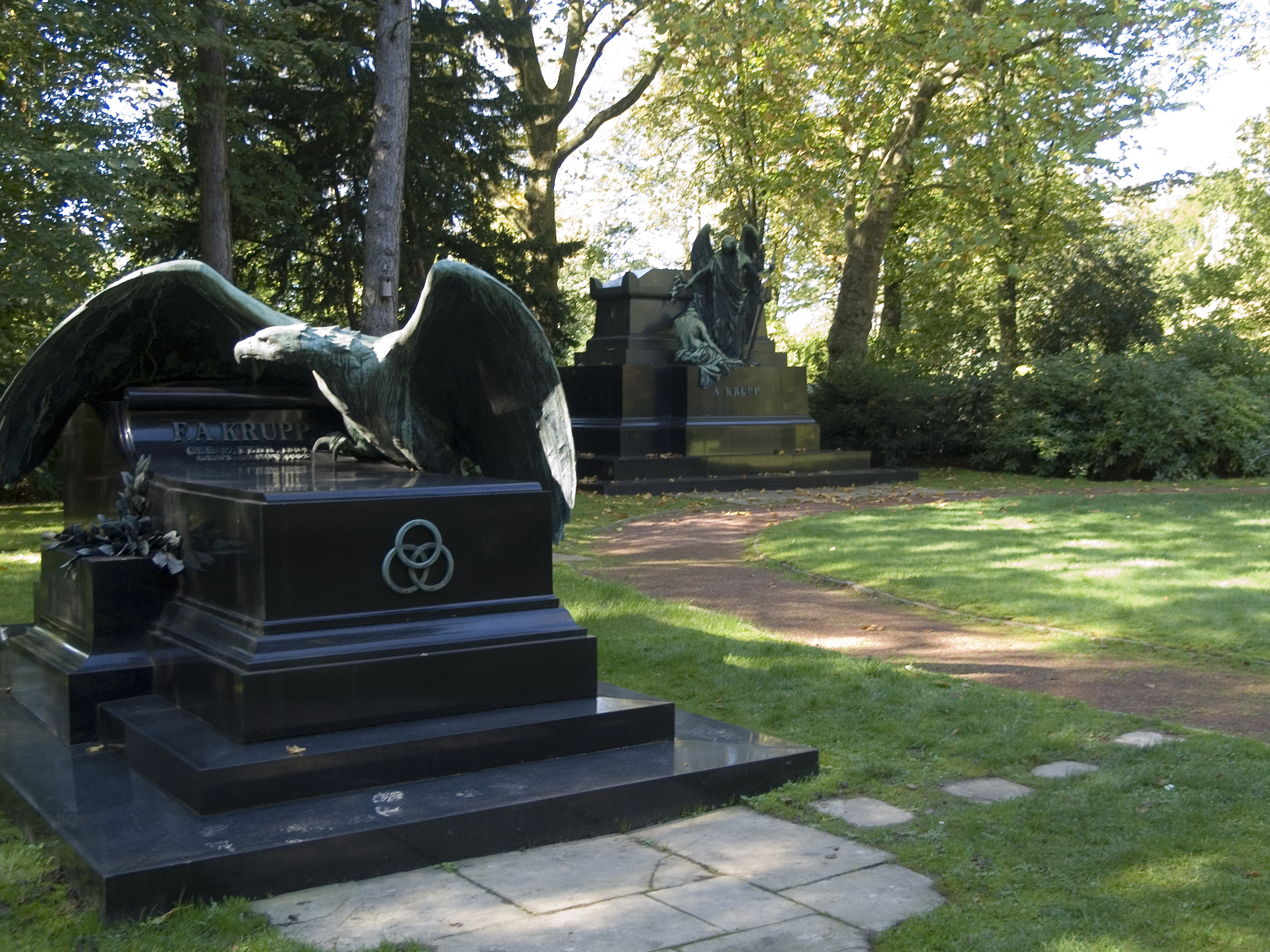
Die von Otto Lang entworfenen Grabmäler von Friedrich Alfred Krupp (Vordergrund) und Alfred Krupp (Hintergrund) auf dem Familienfriedhof Krupp, Aufnahme 2010

1955 musste der Kruppsche Friedhof an der Freiheit städtischen Baumaßnahmen weichen. Neben den Essener Persönlichkeiten wie Zweigert, Huyssen und Grillo waren hier Alfred Krupp und seine Frau Bertha geb. Eichhoff, deren Sohn Friedrich Alfred Krupp und seine Frau Margarethe sowie die Ur-Enkel Alfreds, Claus und Arnold von Bohlen und Halbach beigesetzt worden. Die Grabmäler von Alfred und Friedrich Alfred Krupp schuf der Münchner Bildhauer Otto Lang.
Gustav Krupp von Bohlen und Halbach verstarb 1950 auf dem Kruppschen Besitztum im Salzburgischen Blühnbach, wobei er zunächst im Familiengrab von Bohlen in Süddeutschland beigesetzt wurde. Nach dem Tod seiner Frau Bertha 1957 wurde die Urne Gustavs auf den Friedhof Bredeney überführt.
Auf der 1955 von Aloys Kalenborn erschaffenen Grabanlage auf dem Friedhof Bredeney wurden die Gräber und Grabplatten aller Angehörigen der Familie Krupp, die zuvor im Essener Stadtzentrum lagen, zusammengeführt. Unter Anwesenheit von Direktoren des Krupp-Vorstandes wurden die Grabkammern der Krupp-Gräber am Kettwiger Tor geöffnet, wobei die Arbeiten der Umbettungen genau dokumentiert wurden. Der heutige Krupp-Friedhof in Bredeney trägt der Verbundenheit der Familie Krupp zum ländlichen Bredeney unweit der Villa Hügel Rechnung.
Die sterblichen Reste des letzten Nachfolgers in direkter Linie des Urahns der Krupp-Dynastie, Arndt von Bohlen und Halbach, wurden 1986 in einer Gruft der Schlosskapelle von Schloss Blühnbach bei Salzburg, das heute den amerikanischen Koch Brüdern gehört, niedergelegt.
2013 fand die Beisetzung des ehemaligen Generalbevollmächtigten von Alfried Krupp von Bohlen und Halbach und Vorsitzenden des Kuratoriums der Alfried Krupp von Bohlen und Halbach-Stiftung, Berthold Beitz, im engsten Familienkreis statt. Im folgenden Jahr wurde seine Frau in derselben Grabstätte beigesetzt. In unmittelbarer Nähe wurden bereits seine Eltern beerdigt. Die Grabstätte von Beitz liegt nur einen Steinwurf vom Privatfriedhof der Krupps entfernt.

Grabmale auf dem Kruppschen Familienfriedhof
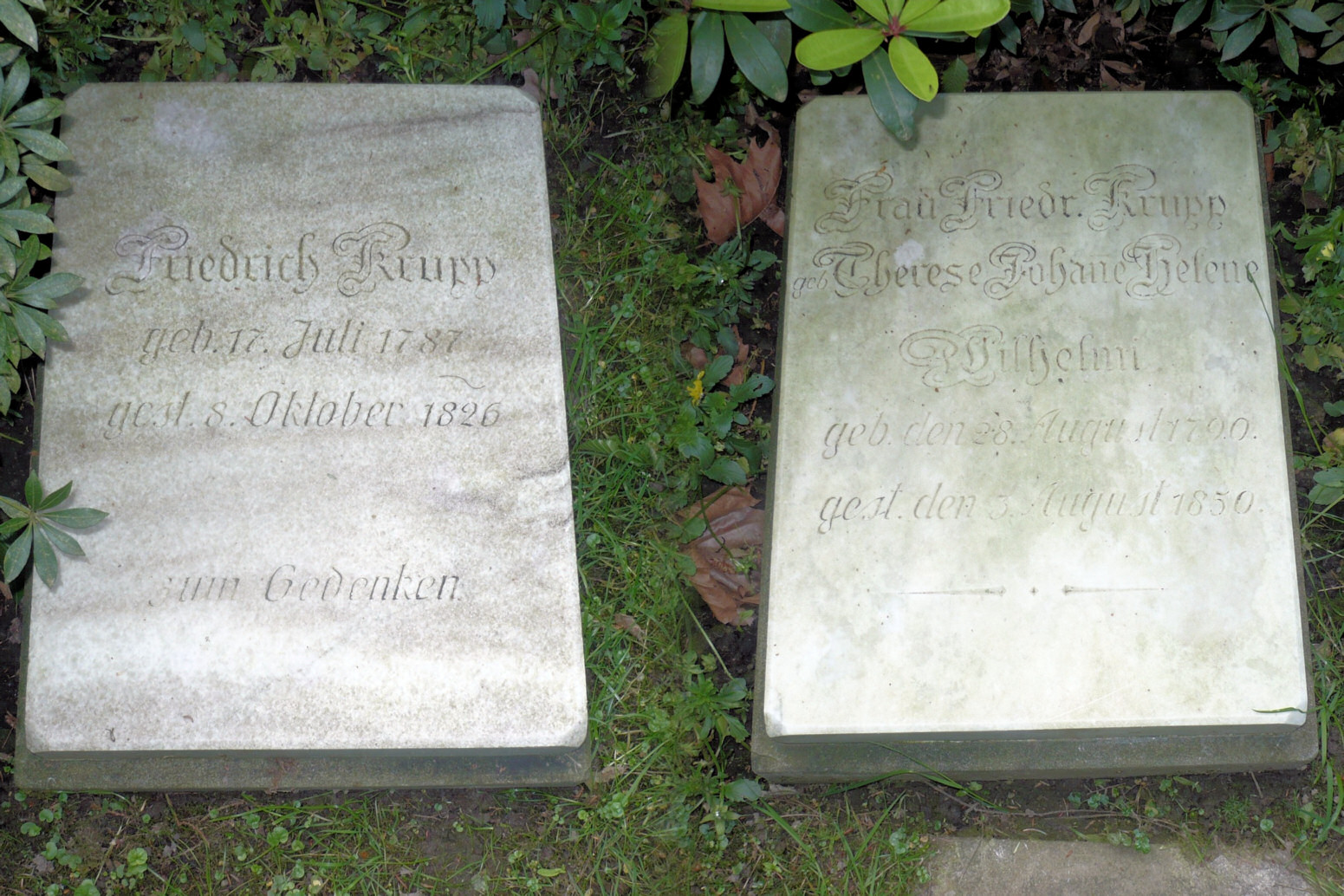
Firmengründer Friedrich Krupp mit Frau Therese geb. Wilhelmi
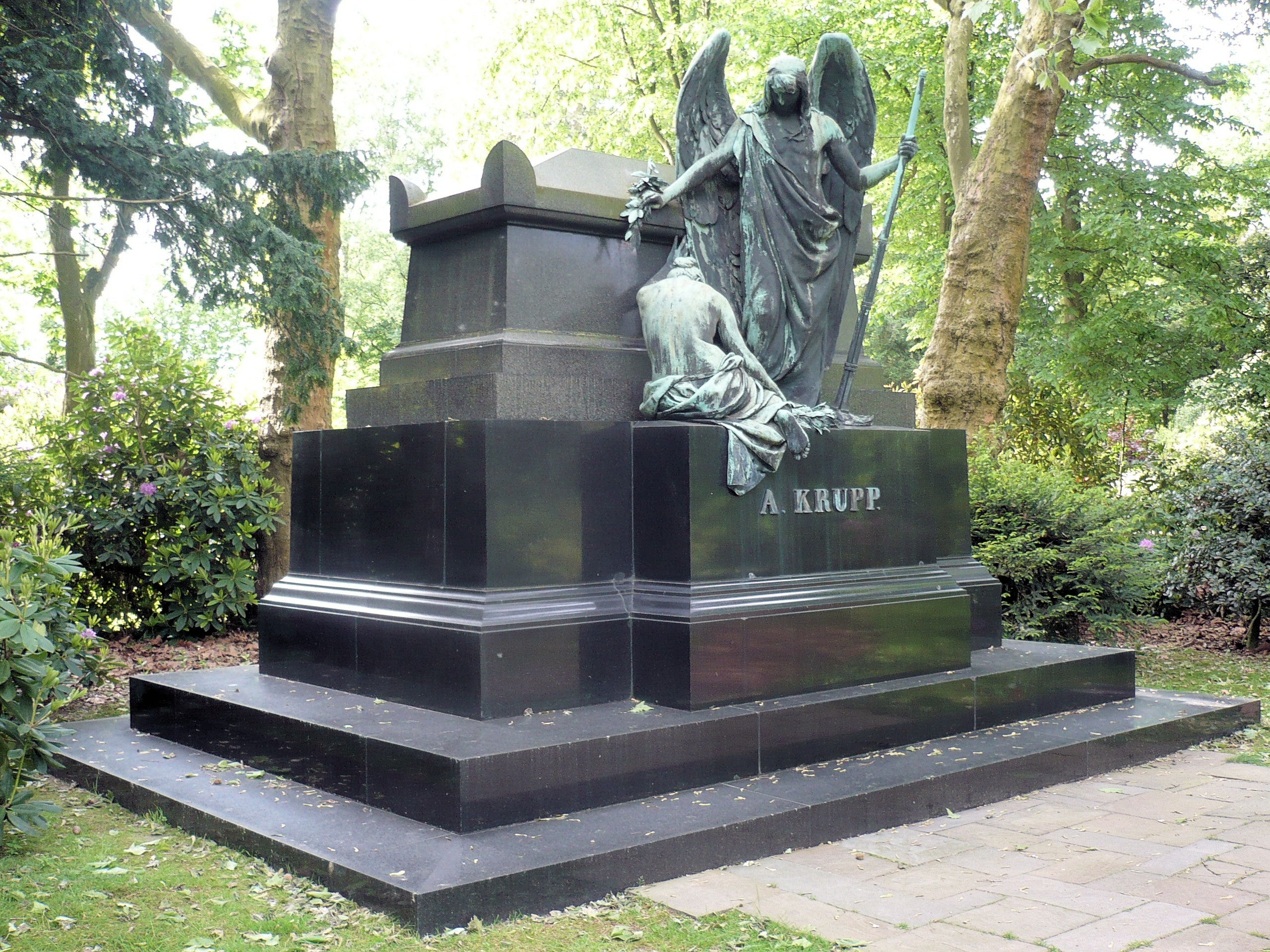
Alfred Krupp, schwarzer Sarkophag mit zwei figürlichen Bronzeskulpturen, vom Münchner Bildhauer Otto Lang gestaltet
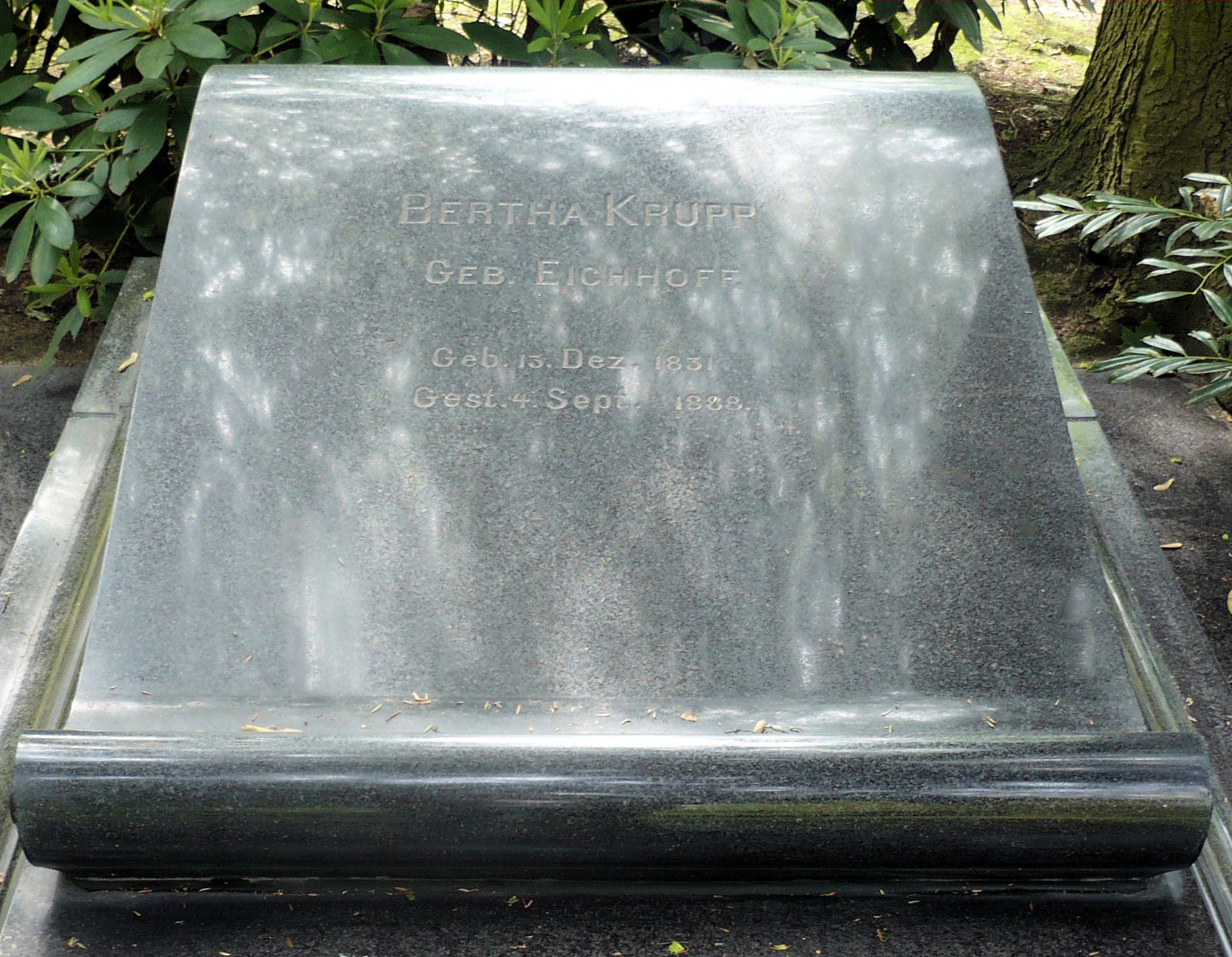
Grabplatte von Alfreds Frau Bertha geb. Eichhoff
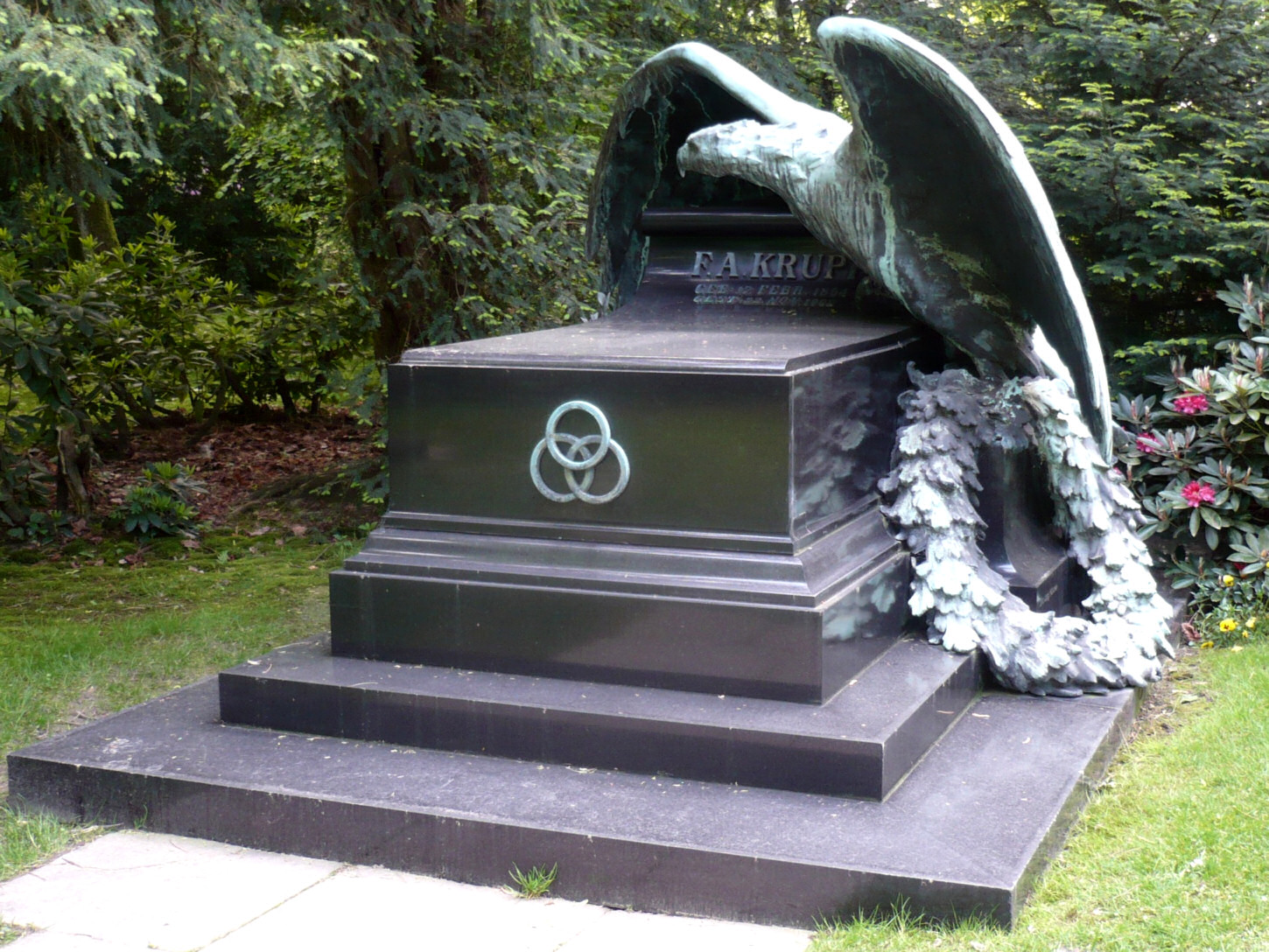
Grabmal von Friedrich Alfred Krupp, Sockel aus poliertem schwarzem Marmor, von Otto Lang als Apotheose mit bronzenem, seine Schwingen ausbreitenden Adler gestaltet
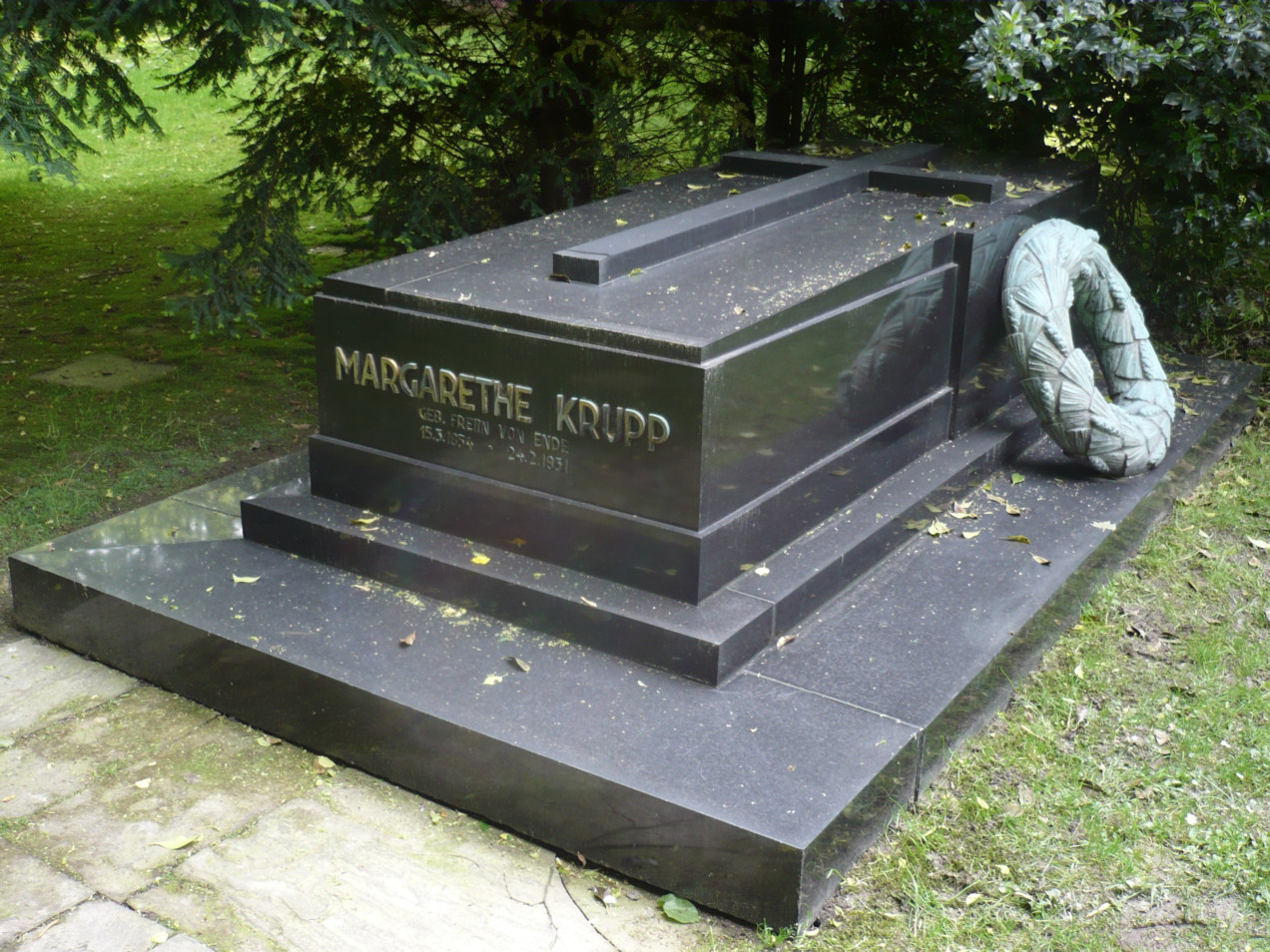
Friedrich Alfreds Frau Margarethe geb. Freiin von Ende, Stifterin der Margarethenhöhe
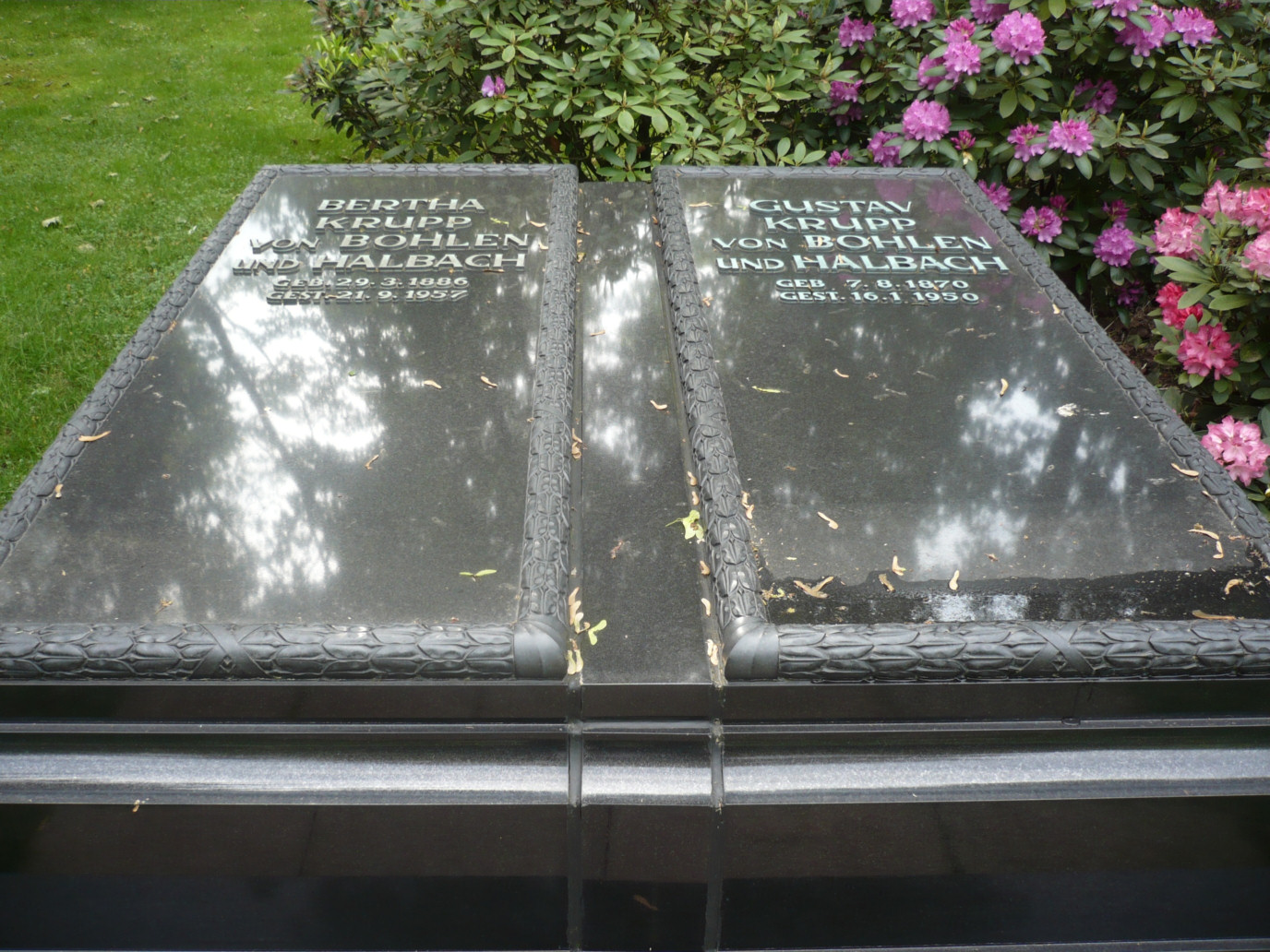
Bertha und Gustav Krupp von Bohlen und Halbach, Eltern des letzten Firmeninhabers Alfried Krupp von Bohlen und Halbach
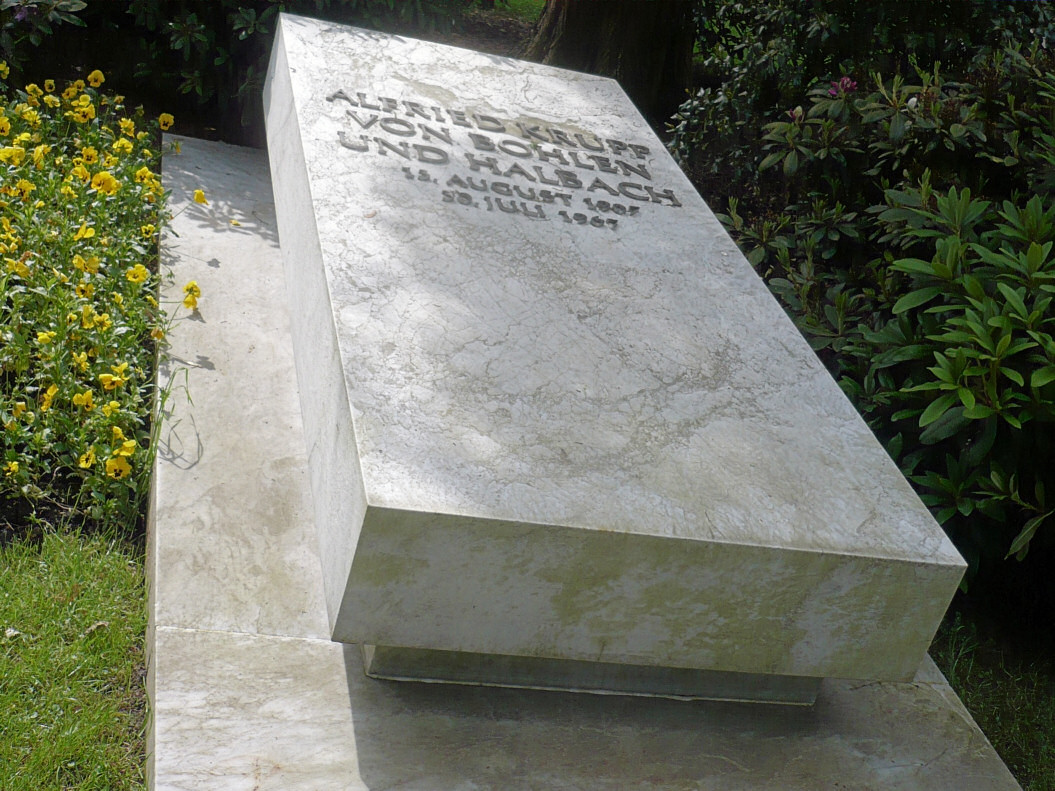
Alfried Krupp von Bohlen und Halbach, letzter Firmeninhaber
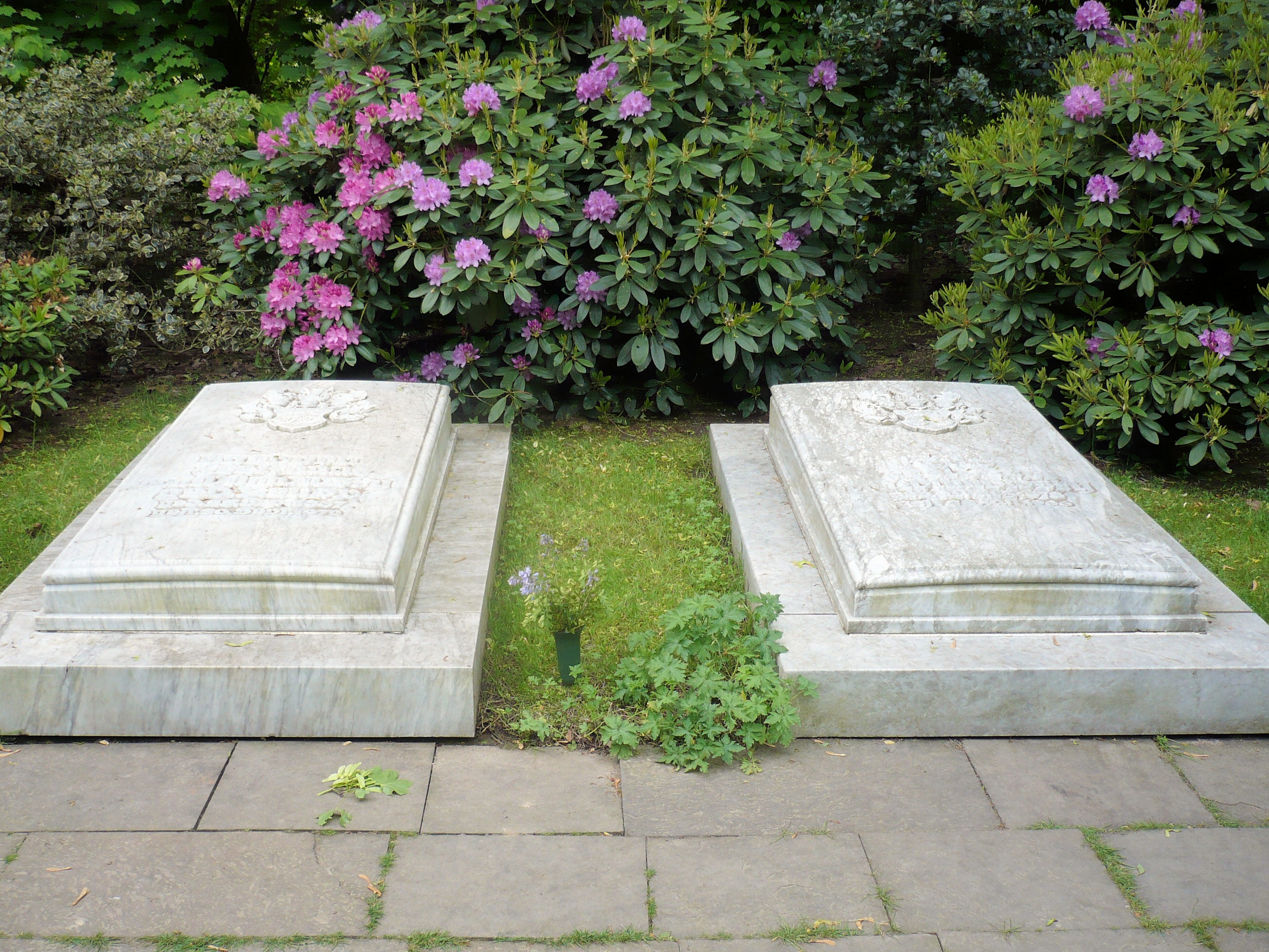
Barbara Krupp (Schwester von Bertha) mit Ehemann Tilo von Wilmowsky
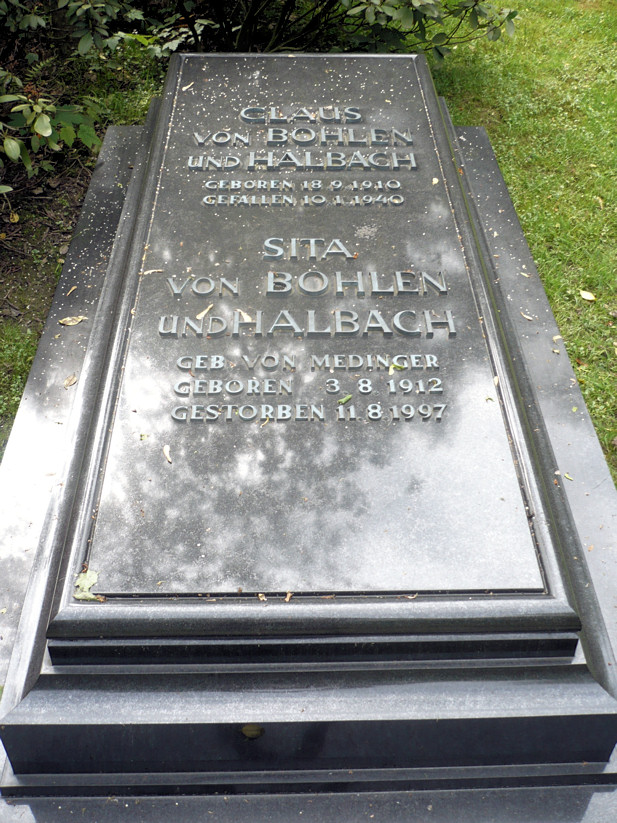
Claus von Bohlen und Halbach (gefallen) und seine Frau Sita
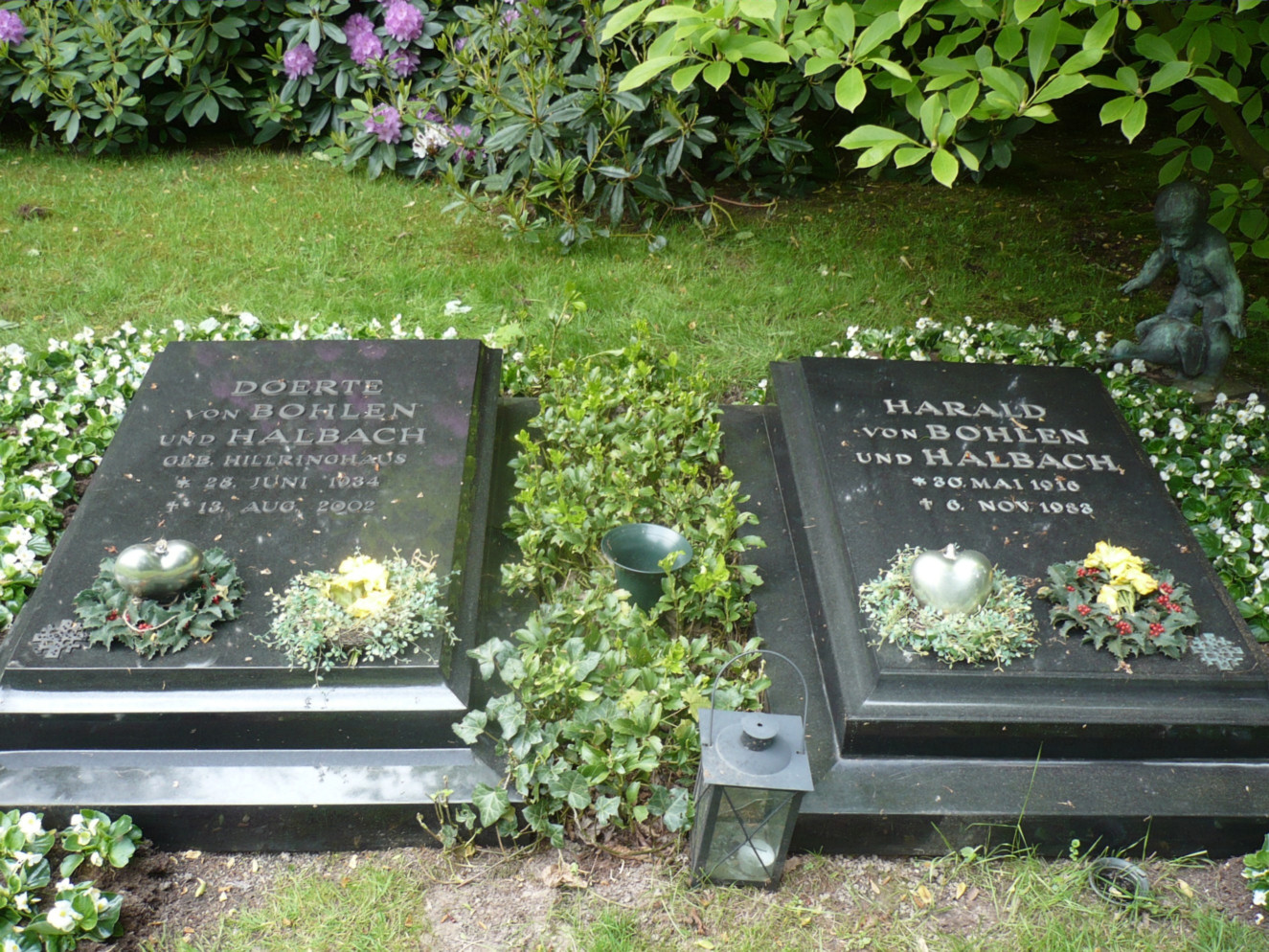
Harald von Bohlen und Halbach und seine Frau Doerte geb. Hillringhaus
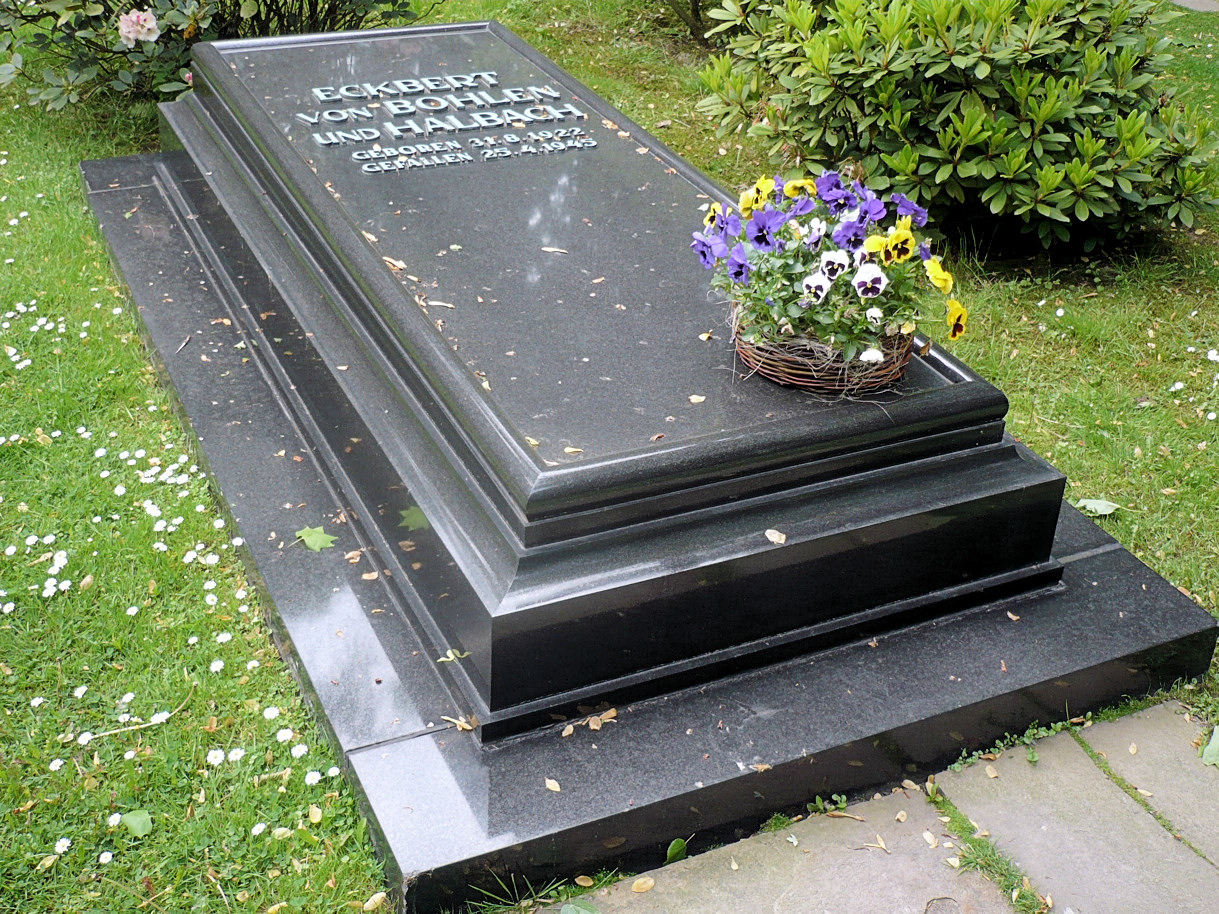
Eckbert von Bohlen und Halbach (gefallen)
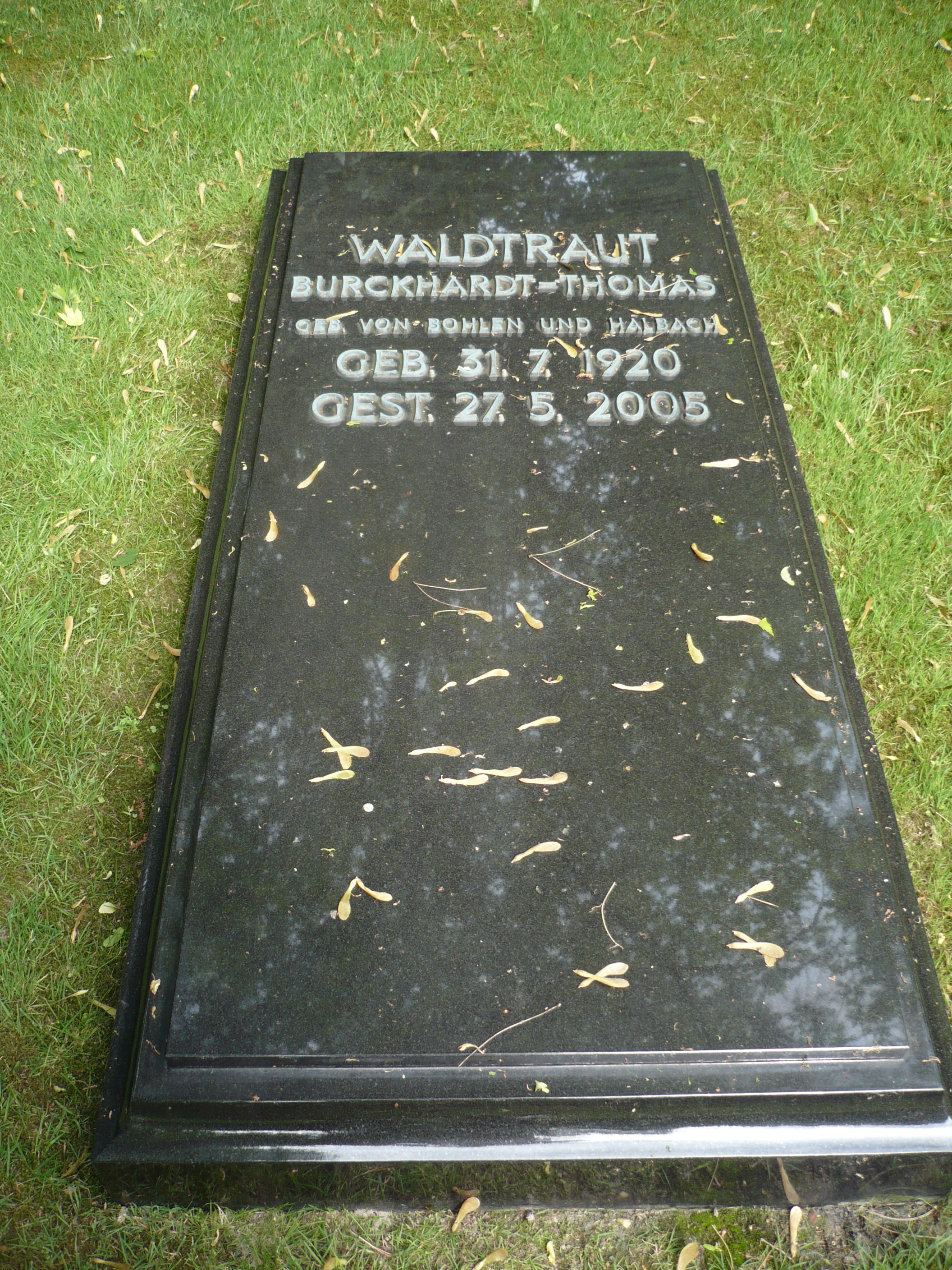
Waldtraut von Bohlen und Halbach
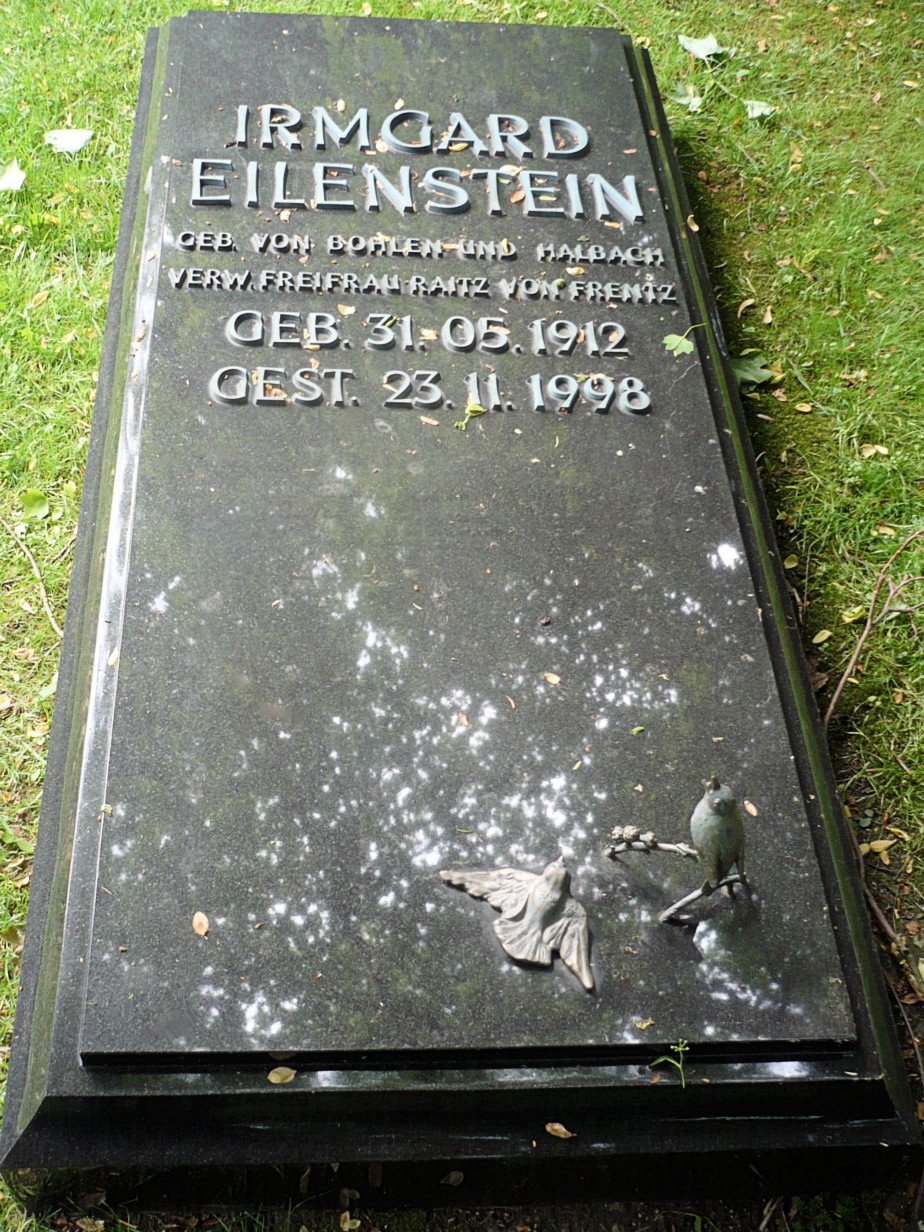
Irmgard geb. von Bohlen und Halbach, verwitwete Raitz von Frentz, verheiratete Eilenstein
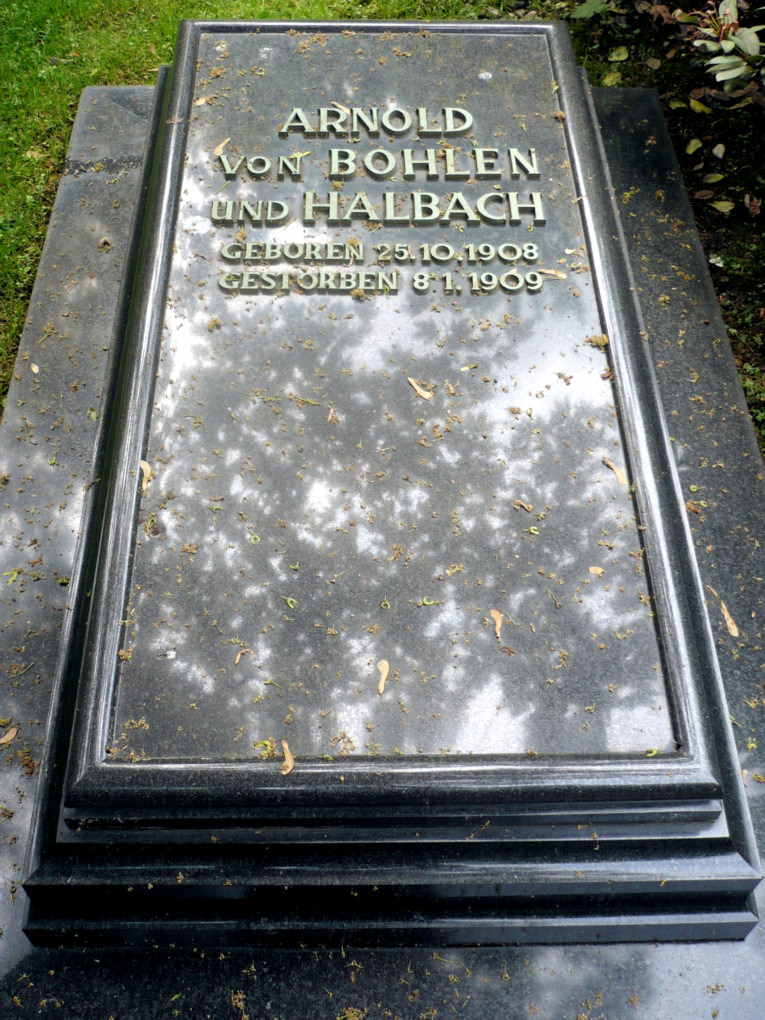
Arnold von Bohlen und Halbach, als Säugling verstorben

### Ehrengräber der Stadt Essen
- Walter Hohmann, Stadtbaurat und Wegbereiter der Raumfahrt
- Thea Rasche, Kunstfliegerin und Journalistin (seit 23. April 2008 Ehrengrab)
- Fritz Schupp, Architekt
- Hans Toussaint, Politiker und Oberbürgermeister von Essen
- Eugen und Agnes von Waldthausen, Gründer der Eugen-und-Agnes-von-Waldthausen-Platzhoff-Museums-Stiftung, Stadtverordneter[3]

### Grabstätten der Patrizier- und Industriellenfamilie von Waldthausen

Mausoleum Waldthausen, denkmalgeschützt

Die meisten Ruhestätten der Familie von Waldthausen befanden sich, wie einige der Familie Krupp, auf dem alten Friedhof vor dem Kettwiger Tor südlich des Essener Hauptbahnhofs, der aus städtebaulichen Gründen 1955 aufgegeben werden musste. Der Großteil der Familiengräber der Waldthausens wurde auf den Friedhof Bredeney, in einer Reihe am südlichen Rand im Feld 22, verlegt, ein geringer Teil kam auf den Ostfriedhof an der Saarbrücker Straße.
Das große monumentale Mausoleum wurde aus Mainsandstein und Bronzeguss errichtet und auch 1955/1956 vom alten Friedhof am Kettwiger Tor hierher überführt. Das ursprüngliche Baudatum des Grabmals wird unterschiedlich mit frühestens 1856 bis spätestens 1884 angegeben (siehe Weblink zum Auszug aus der Essener Denkmalliste) und wurde unter Denkmalschutz gestellt. Auf den beiden jüngeren Inschriftentafeln ist das Grabmal 21 verstorbenen Familienmitgliedern mit Sterbedatum von 1856 bis 2003 gewidmet.

### Denkmalgeschütztes Urnengrab

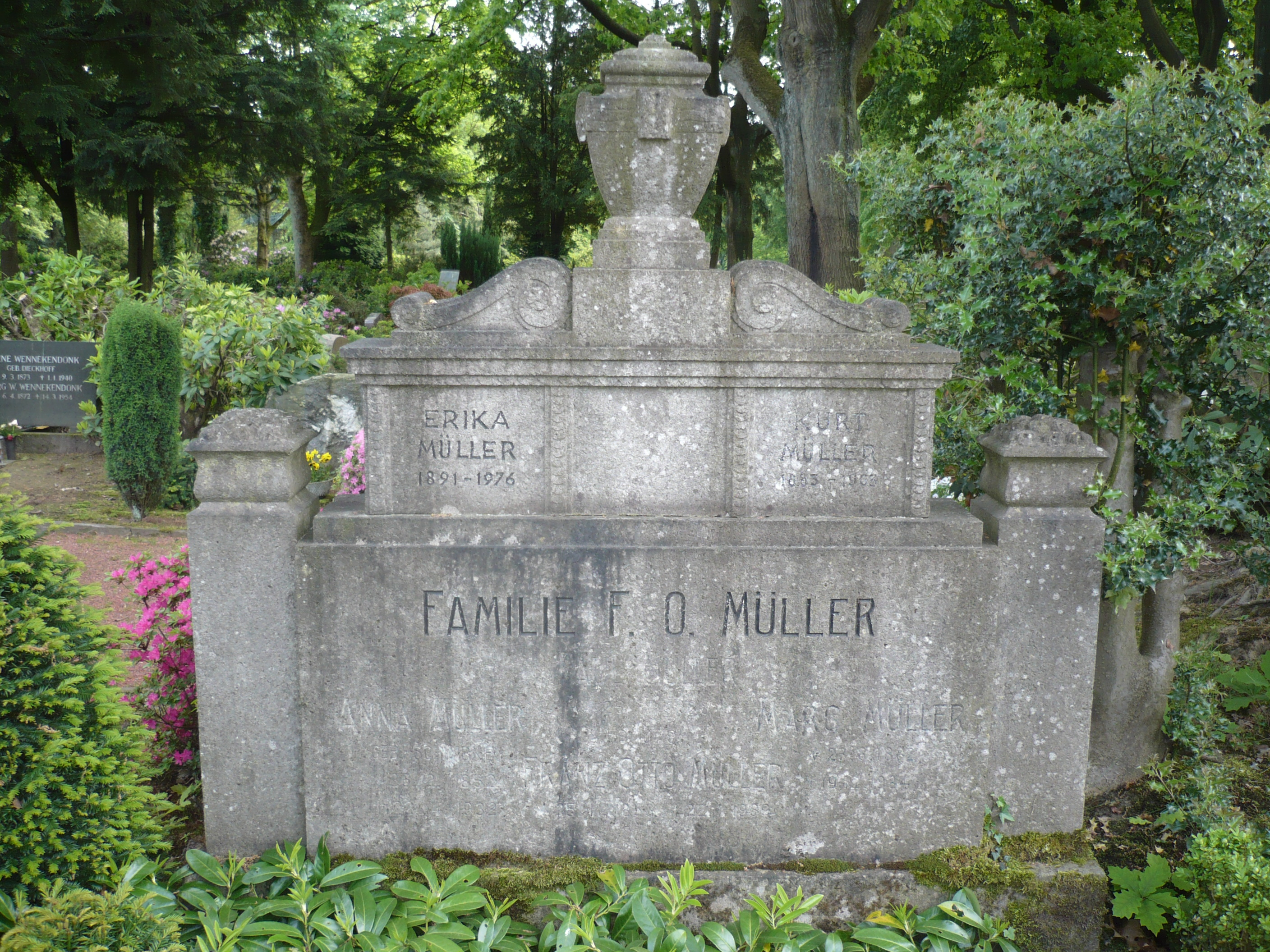
Grabmal der Familie Müller (1914)

Das Grabmal der Familie Müller aus dem Jahr 1914 wurde für eine der ersten neuzeitlichen Urnenbeisetzungen seit vorchristlicher Zeit im heutigen Gebiet der Stadt Essen errichtet. Es wurde 1997 unter Denkmalschutz gestellt, weil es von besonderer Bedeutung für die Geschichte der Sepulchralkultur der Stadt und des Ruhrgebiets ist. Die Asche von Paul Müller wurde aus Darmstadt überführt, die anderen später hier bestatteten Familienmitglieder wurden nicht eingeäschert. Das erste Krematorium in Essen wurde erst 1935 fertiggestellt, es befand sich auf dem Südwestfriedhof und ist heute nicht mehr in Betrieb.

### Denkmalgeschütztes Grabmal Hohendahl

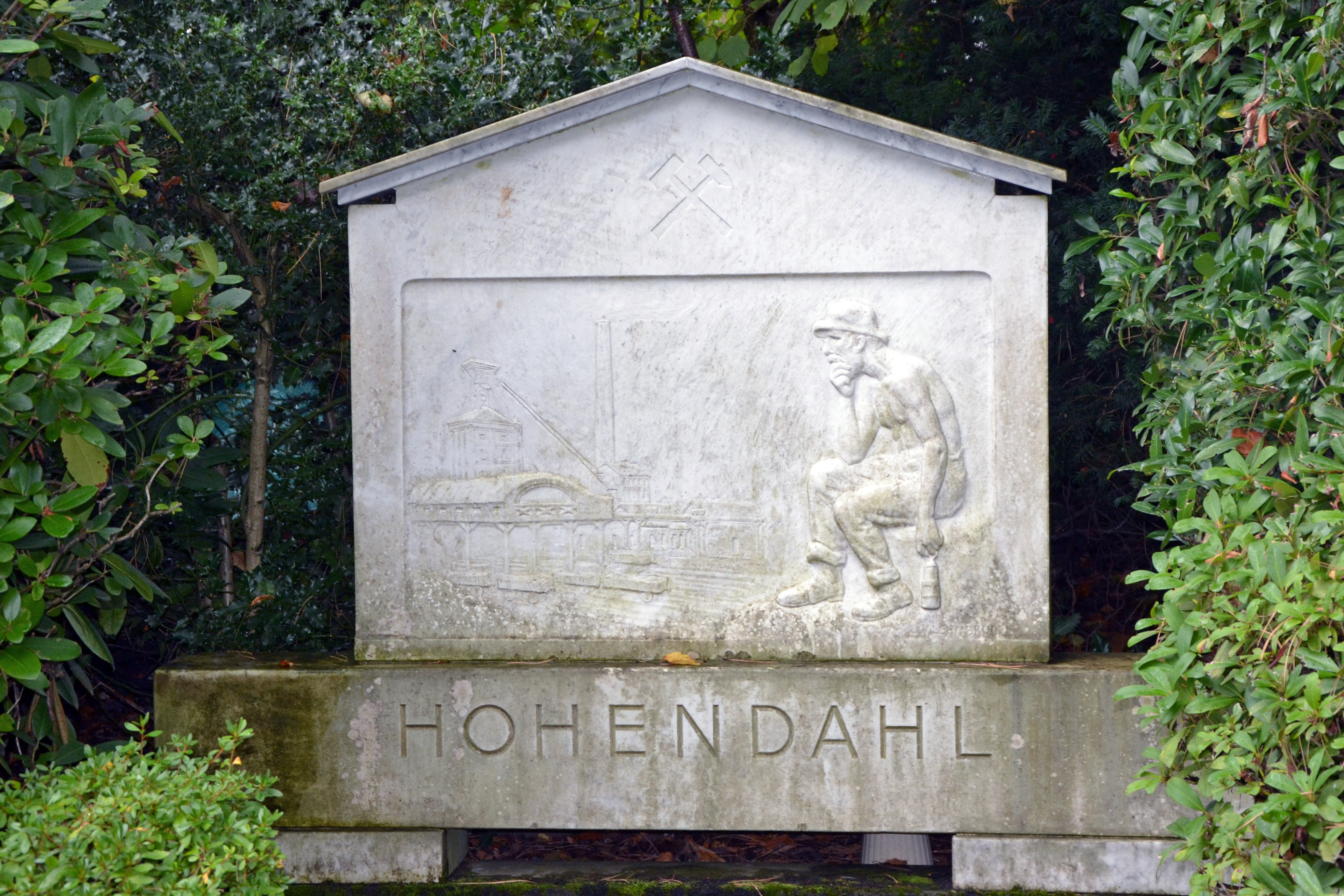
Grabmal der Familie Hohendahl (1906/1957)

Das von dem bedeutenden Bildhauer Wilhelm Lehmbruck geschaffene Relief wurde 1957 vom Nordfriedhof Düsseldorf auf den Friedhof Bredeney umgesetzt und steht seit 2002 unter Denkmalschutz. Das ursprüngliche Grabmal in Düsseldorf war deutlich größer, nur der zentrale Teil mit dem Relief wurde übernommen. Friedrich Hohendahl (1847–1906) war Bergwerksdirektor der Zeche Unser Fritz in Wanne-Eickel, seine Nachkommen lebten in Essen.

### Weitere beigesetzte Persönlichkeiten (Auswahl)
- Karl Albrecht, Unternehmer (Aldi)
- Theo Albrecht, Unternehmer (Aldi)

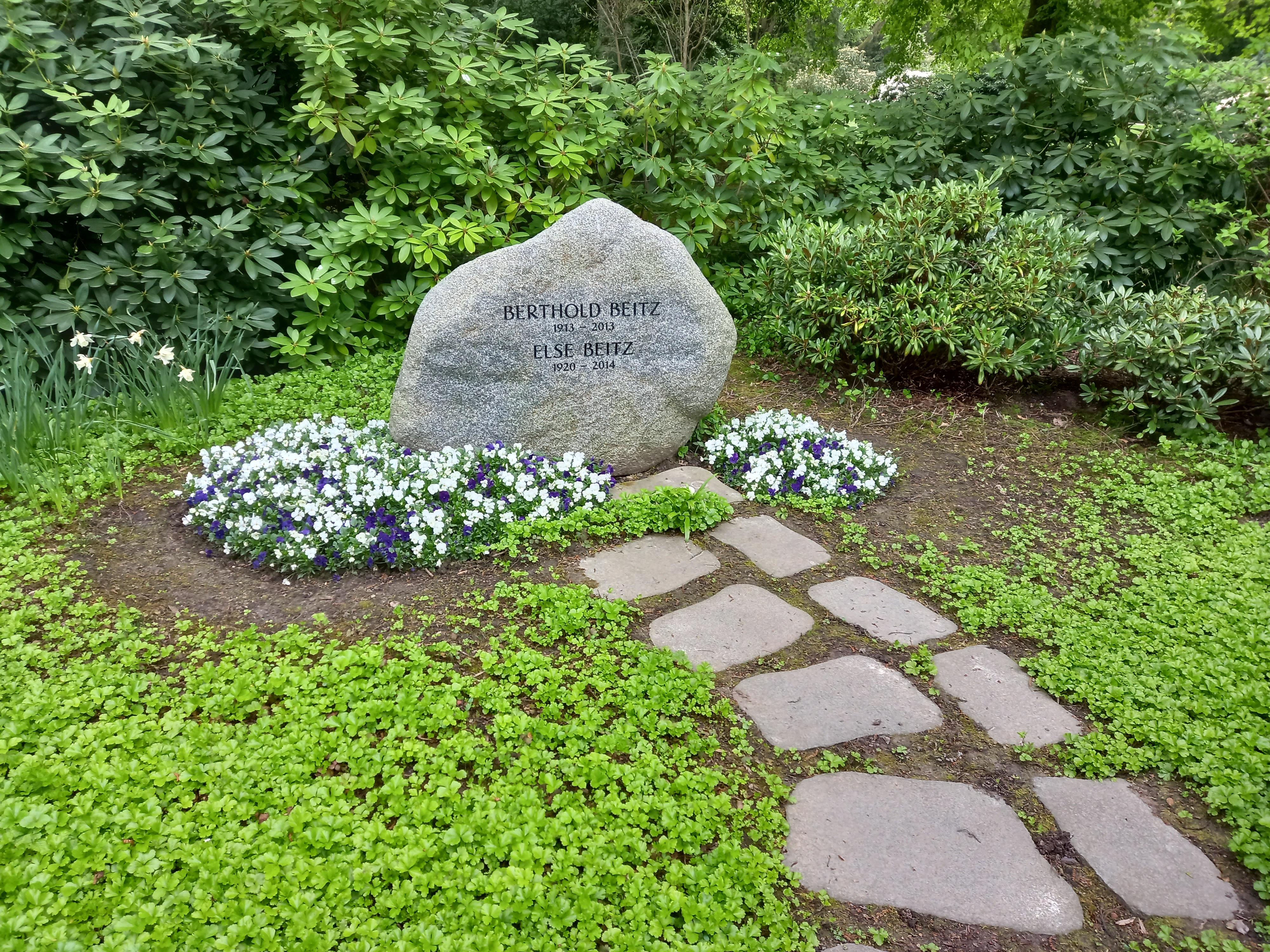
Grabstätte von Berthold Beitz

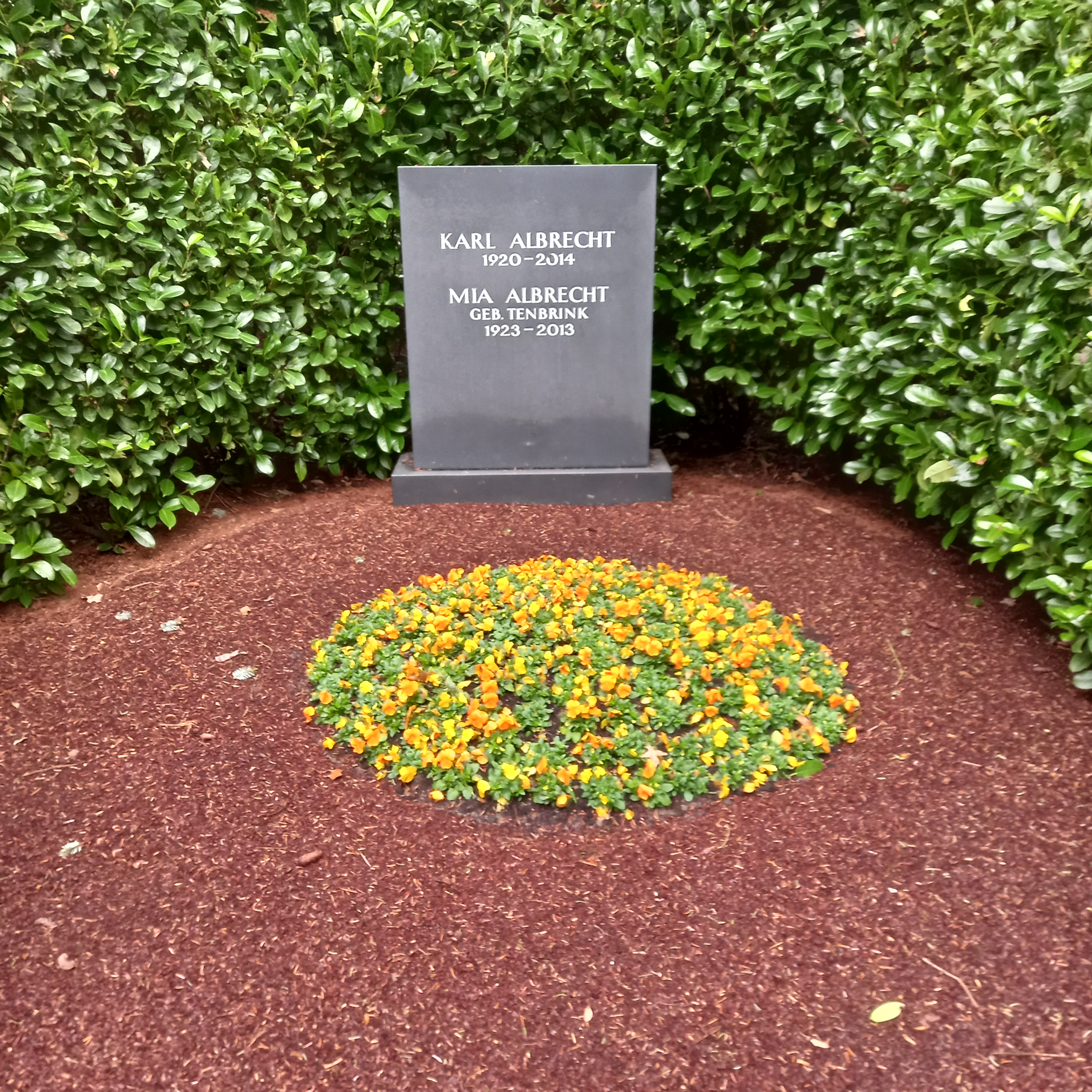
Grabstätte von Karl Albrecht

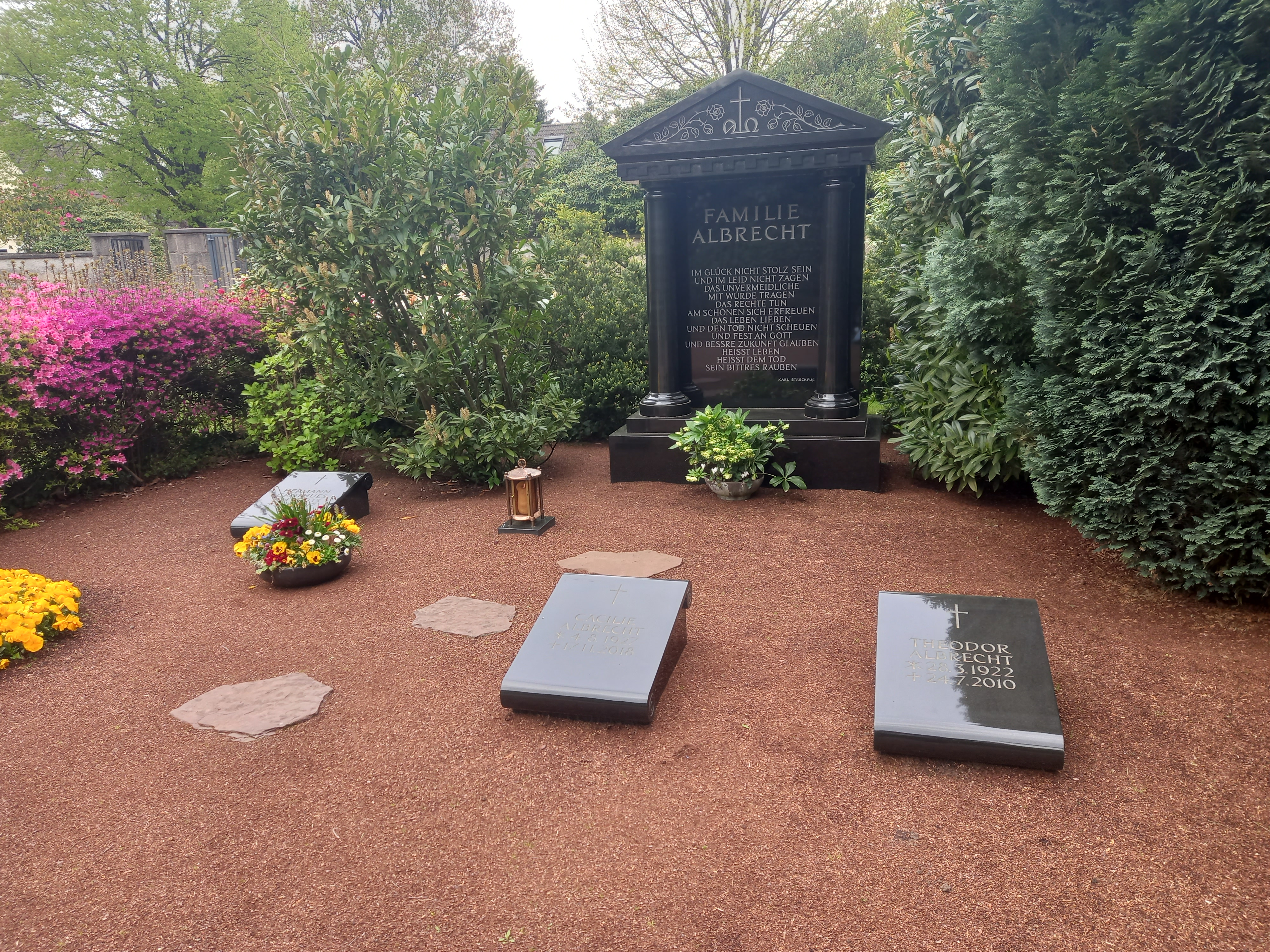
Grabstätte von Theo Albrecht

- Fritz Asthöwer, (1835–1913), Ingenieur, Krupp-Direktor, Stadtverordneter
- Georg Baur, Bauingenieur, Krupp-Manager
- Berthold Beitz, Krupp-Manager, Vorsitzender der Krupp-Stiftung, Olympia-Funktionär
- Wulf Bernotat, Manager, Vorstandsvorsitzender der E.ON AG und Aufsichtsratsvorsitzender der Vonovia SE
- Franz Blücher, Politiker
- Erich Brost, Verleger und Journalist
- Walter Forstmann, U-Bootkommandant im Ersten Weltkrieg und Träger des Ordens Pour le Mérite, Vizepräsident des Deutschen Siedlerbundes
- Jakob Funke, Zeitungsverleger und Mitgründer der Westdeutschen Allgemeinen Zeitung
- Friedhelm Gieske, Manager in der Energiewirtschaft, Vorstandsvorsitzender im Unternehmen RWE
- Hellmuth Greinert, Jurist, Oberstadtdirektor
- Fritz Gummert, Industrie-Manager
- Carl Hold, Bergbau-Manager, Politiker
- Michael Karoli, Musiker und Komponist (Can)
- Arthur Klotzbach, Montanwirtschaftsführer
- Gustav Knepper, Bergbau-Manager
- Florin Laubenthal, Chefarzt der Nervenklinik am Klinikum Essen
- Peter von der Lippe, Statistiker und Ökonom
- Heinrich Mandel, Manager der Elektrizitätswirtschaft
- Gerhard Meyer-Schwickerath, Augenarzt, Direktor der Universitäts-Augenklinik im Universitätsklinikum Essen
- Gerhard Neipp, Manager, Vorstandsvorsitzender der Hoesch AG und der RAG Aktiengesellschaft
- Gustav Peter (1881–1950), Stadtverordneter, Sozialdemokrat, Aufsichtsratsmitglied der sozialen Wohnungsbau-Genossenschaften
- Hermann Pieper (1881–1962), Oberstadtsekretär, dritter und letzter Bürgermeister der Bürgermeisterei Kupferdreh
- Philipp Rappaport, Architekt, Stadtplaner, Hochschullehrer
- Heinrich Reisner, Bauingenieur und Gründer des Hauses der Technik
- Oskar Schwer, Architekt
- Günther Schulze-Fielitz, Bauingenieur, Staatssekretär und Manager
- Rolf Stauder (1939–2004), Unternehmer in der Privatbrauerei Jacob Stauder
- Benno Strauß, Metallurg, Physiker
- Heinrich Vielhaber, Jurist, Industrie-Manager, Stadtverordneter, Provinziallandtagsabgeordneter
- Heinz Wallberg, Dirigent
- Heinrich Wefelscheid, Mathematiker
- Georg Hendrik Witte, Professor, Komponist, Musikdirektor sowie Leiter des Musikvereins in Essen
- Ernst Ziehm, Verwaltungsjurist, Richter und Politiker